# もず (漫画家)
もず（10月23日 - ）は、日本の漫画家。静岡県出身。商業誌では『COMIC快楽天』（ワニマガジン社）をメインに成人向け漫画雑誌でのみ活躍していたが、2014年から2016年まで『まんがタイムきららキャラット』（芳文社）にて『ばーどすとらいく!』を連載。他、『ばーどすとらいく!」執筆前からアニメやゲームのアンソロジーなども時々執筆している。
商業誌デビュー前から「Peθ」という同人サークルで活動も行っており、現在も活動中。

## 作品リスト

### 成人向け漫画
1. 『ベビーフェイス♡ぐらまぁ』[4] （2014年2月28日発売[5]、ワニマガジン社〈ワニマガジンコミックススペシャル〉、ISBN 978-4-8626-9295-5）
  - オトナあそび （COMIC快楽天 2013年1月号）
  - まるみえアトラクション
  - 恋のおねだり （COMIC快楽天 2014年1月号）
  - 舞台ウラ営業 （COMIC快楽天 2013年7月号）
  - One Chance Lovers （COMIC快楽天 2013年5月号）
  - 嫁入前夜
  - おじさませんよう！ （COMIC快楽天 2012年11月号）
  - 開花スイッチ
  - おしえてチカンさん （COMIC快楽天 2013年3月号）
  - センセーのせーだしっ！
  - Mの負債
  - ちょくせんいっき！ （COMIC快楽天 2012年8月号）
2. 『ハニカムシークレット』[6] （2016年10月3日発売[7]、ワニマガジン社〈ワニマガジンコミックススペシャル〉、ISBN 978-4-86269-449-2）
  - はじまつり
  - シークレット・バス
  - Lovely Toy
  - あな＊らぶ （COMIC快楽天 2014年12月号）
  - 密林旅行♥
  - ある女優の妄想
  - とらいあんぐらー
  - ハニー＆みるく
  - Office Baby
  - 覗きわな （COMIC快楽天 2015年2月号）
  - ありすちゃんのラブラブれぽ♥ （COMIC快楽天 2014年10月号）
  - 愛♥読 （COMIC快楽天 2012年10月号）
3. 『カラメルまにあくす』 （2018年8月10日発売[8]、ワニマガジン社〈ワニマガジンコミックススペシャル〉、ISBN 978-4-86269-575-8）
  - 羞恥旅行 （COMIC快楽天 2018年4月号）
  - みせつけシアター （COMIC快楽天 2018年6月号）
  - いぬのしつけかた （COMIC快楽天 2018年2月号）
  - 挿入大作戦 （COMIC快楽天 2017年12月号）
  - Fortune Girl （COMIC快楽天 2017年10月号）
  - ひとりにしないで （COMIC快楽天 2017年6月号）
  - わーかーほりっく （COMIC快楽天 2017年1月号）
  - シークレット・フレンズ （COMIC快楽天 2016年11月号）
  - ブラインド・たっち （COMIC快楽天 2016年9月号）
  - ヒメゴトオンライン （COMIC快楽天 2016年6月号）
  - エンジョイ家畜生活 （COMIC X-EROS #55）
  - しゃちくと神様 （COMIC X-EROS #50）
4. 『オトナになりたい…♡』 （2020年6月30日発売[9]、ワニマガジン社〈ワニマガジンコミックススペシャル〉、ISBN 978-4-86269-715-8）
  - めばえのなつ （COMIC快楽天BEAST 2019年8月号）
  - キョーイク的指導 （COMIC快楽天BEAST 2020年5月号）
  - シスターズ （COMIC快楽天BEAST 2019年12月号）
  - シスターズ #2 （COMIC快楽天BEAST 2020年1月号）
  - ワンミニット （COMIC快楽天BEAST 2020年3月号）
  - がまんできない！prologue （COMIC快楽天BEAST 2019年9月号）
  - がまんできない！ （COMIC快楽天BEAST 2019年10月号）
  - カノジョのナマ配信 （COMIC快楽天BEAST 2019年6月号）
  - ものぐさおねえさん （COMIC快楽天 2018年12月号）
  - 彼女にできること （COMIC快楽天 2018年8月号）

### 4コマ漫画
- 『ばーどすとらいく!』 （芳文社『まんがタイムきららキャラット』2014年3月号 - 2016年5月号、〈まんがタイムKRコミックス〉、全2巻）
  1. 2015年3月27日発売[10]、ISBN 978-4-8322-4552-5
  2. 2016年4月27日発売[10]、ISBN 978-4-8322-4689-8

### アンソロジー
- 『フォトカノ 電撃コミックアンソロジー』 （2012年4月27日発売、エンターブレイン〈マジキューコミックス〉、ISBN 978-4-04886-587-6）
- 『ROBOTICS;NOTES 電撃コミックアンソロジー』 （2012年11月27日発売、 KADOKAWA〈電撃コミックスEX〉、ISBN 978-4-04891-137-5）
- 『閃乱カグラ Burst -紅蓮の少女達- コミックアンソロジー VOL.2』 （2013年3月25日発売[11]、一迅社〈IDコミックス DNAメディアコミックス〉、ISBN 978-4-75800-745-0）
- 『閃乱カグラ SHINOVI VERSUS -少女達の証明- コミックアンソロジー』 （2013年5月25日発売[3]、一迅社〈IDコミックス DNAメディアコミックス〉、ISBN 978-4-75800-755-9）
- 『艦隊これくしょん -艦これ- 電撃コミックアンソロジー 佐世保鎮守府編1』 2013年11月27日発売、KADOKAWA/アスキー・メディアワークス〈電撃コミックスNEXT〉、ISBN 978-4-04866-186-7）